# 넬 크레이그

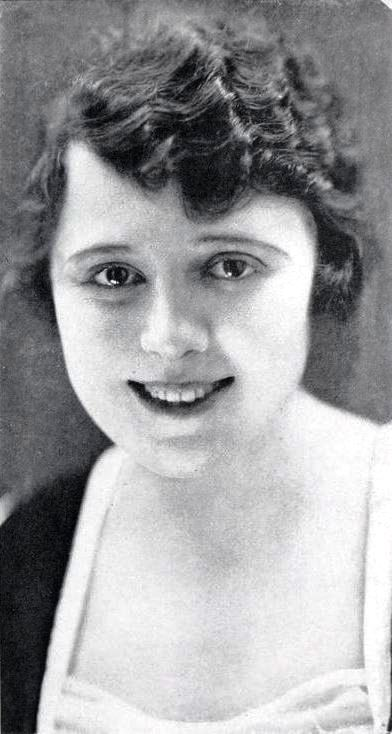

넬 크레이그(Nell Craig, 1891년 6월 13일 ~ 1965년 1월 5일)는 미국의 배우, 영화배우이다.
프린스턴에서 태어났으며 할리우드에서 사망하였다.

## 영화
- 포제스트 (1947년)
- 스윙 퍼레이드 1946 (1946년)
- 마이 페이버릿 브론드 (1942년)
- 블루스의 탄생 (1941년)
- 인간 에디슨 (1940년)
- 비욘드 투마로우 (1940년)
- 여자들 (1939년)
- 데어 댓 우먼 어게인 (1939년)
- 레이디스 프럼 켄터키 (1939년)
- 데어 올웨이스 어 우먼 (1938년)
- 명랑한 사기 (1935년)
- 레몬 드롭 키드 (1934년)